# Heinrich Hiermeier

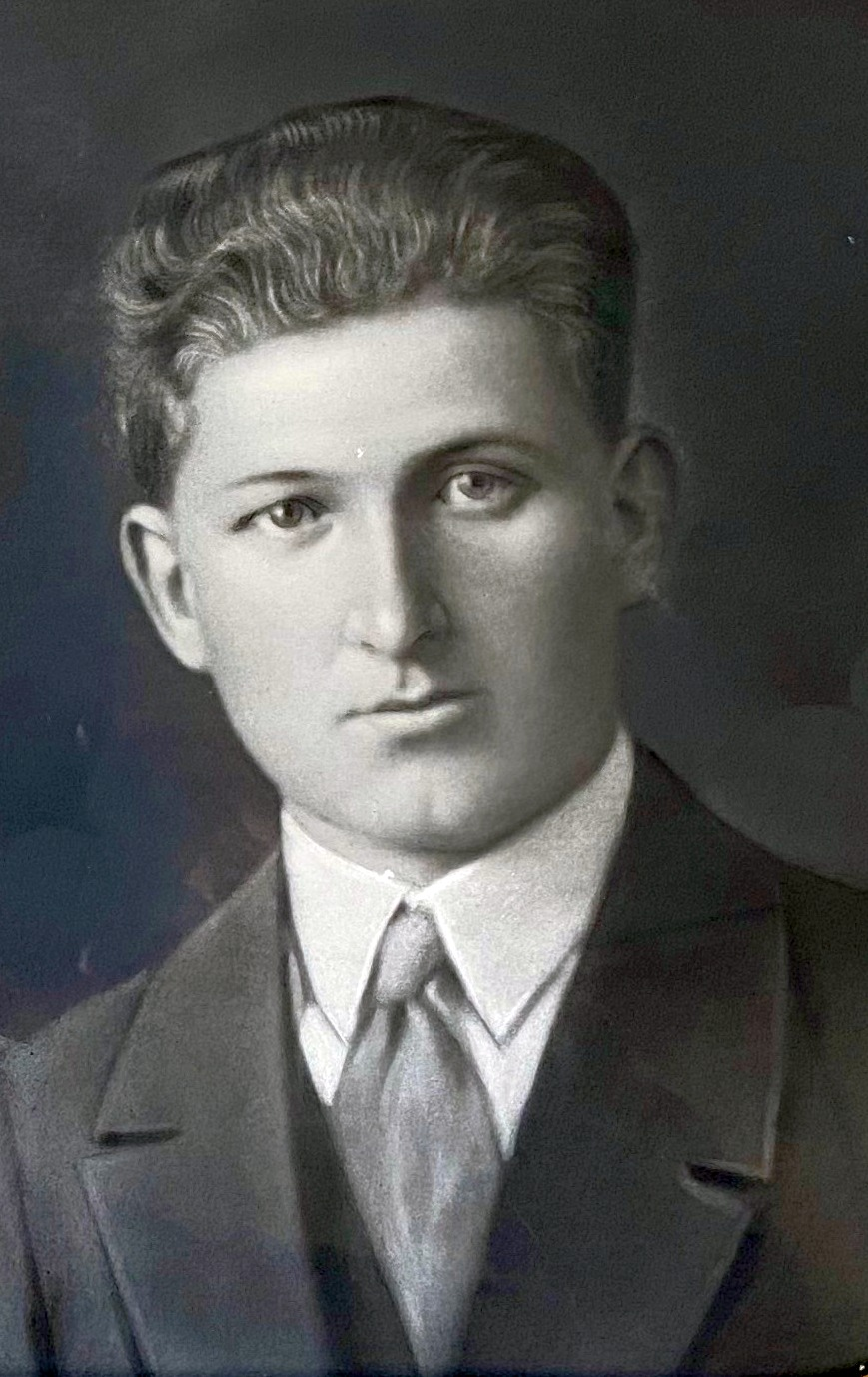
Heinrich Hiermeier (1929)

Heinrich Hiermeier (* 21. April 1907 in Forstkastl; † 19. Februar 1940 in Obersalzberg) engagierte sich politisch für die KPD in Moosburg an der Isar und wurde deswegen von den Nationalsozialisten mehrfach verurteilt. Später kam er ins Lager „Antenberg“ in der Gemeinde Obersalzberg im Berchtesgadener Land.

## Familie
Heinrich Hiermeier heiratete Christiana Ellböck am 13. September 1929 in Moosburg an der Isar. Diese brachte schon den ein Jahr alten Sohn Sylvester aus einer anderen Beziehung mit, den Heinrich Hiermeier aber wie seinen eigenen Sohn annahm. Das Paar bekam zusammen noch fünf weitere Kinder, wovon jedoch drei bereits im Säuglingsalter verstarben.
Heinrich Hiermeier hatte eine gute Beziehung zu seiner Familie, wie man in seinem letzten Brief vom 1. Februar 1940 an seine Frau lesen kann: „Christl leide du mir ja keinen Hunger […] und geh’ zum Arzt […] Viele Grüße an die 3 Kinder.“

## Politisches Engagement
Um sich den Unterhalt für die Familie zu sichern, arbeitete Heinrich Hiermeier als Hilfsarbeiter und engagierte sich seit 1931 politisch für die KPD. Dort war er in der Moosburger Ortsgruppe außerdem als Kassierer tätig.
Zum ersten Mal wurde er für seine politische Einstellung nach der Machtübernahme der Nationalsozialisten 1933 vom 10. März bis 3. Mai 1933 als „Schutzhäftling“ im Gefängnis Moosburg eingesperrt.
Ein weiteres Mal meldete ihn die Gendarmeriestation Moosburg 1936 an das Bezirksamt. Hiermeier sei zwar kommunistisch öffentlich nicht mehr aufgetreten, jedoch soll er bei seinen Arbeitskollegen seine Aversion bezüglich des Nazi-Regimes zum Ausdruck gebracht haben.
Aufgrund einer Denunziation durch einen Bekannten, der zu Protokoll gab, Hiermeier habe ihn aufgefordert, bei der Wehrmacht für die KPD zu werben, wurde Heinrich Hiermeier am 31. Januar 1936 verhaftet und am 23. Juni 1936 vom Oberlandesgericht München wegen „Vorbereitung eines hochverräterischen Unternehmens“ zu zwei Jahren und vier Monaten im Zuchthaus Straubing verurteilt.
Nach der Entlassung arbeitete Heinrich Hiermeier unter anderem bei der Stadtgemeinde Moosburg, bis er ins Lager „Antenberg“ in der Gemeinde Obersalzberg im Berchtesgadener Land kam, wobei aber unklar ist, ob es sich um Zwangsarbeit oder freiwillige Arbeit handelte.

## Todesumstände
Die Umstände seines Todes am 19. Februar 1940 sind ebenfalls unklar. Während in der Sterbematrikel der Pfarrei St. Kastulus Moosburg zu lesen ist: „abgestürzt vom Gerüst, Schädelbruch, innere Verblutung, Halswirbelbruch“, deutet die Moosburger Zeitzeugin Maria Keller an, dass Hiermeier ermordet wurde. Dass Morde als „Unglücksfälle“ getarnt wurden, war in der NS-Zeit gängige Praxis. Als der Sarg nach Moosburg gebracht wurde, war es der Familie außerdem nicht gestattet, diesen zu öffnen. Nach seinem Tod heiratete Christiane nicht mehr und sie brachte die drei Kinder alleine durch den Krieg. Sie erhielt 7,20 Reichsmark als Entschädigung, da in allen Unterlagen der Tod Hiermeiers als „Unfall“ bezeichnet worden war und sie somit nach dem Krieg keinen Anspruch auf Wiedergutmachung erhalten konnte.

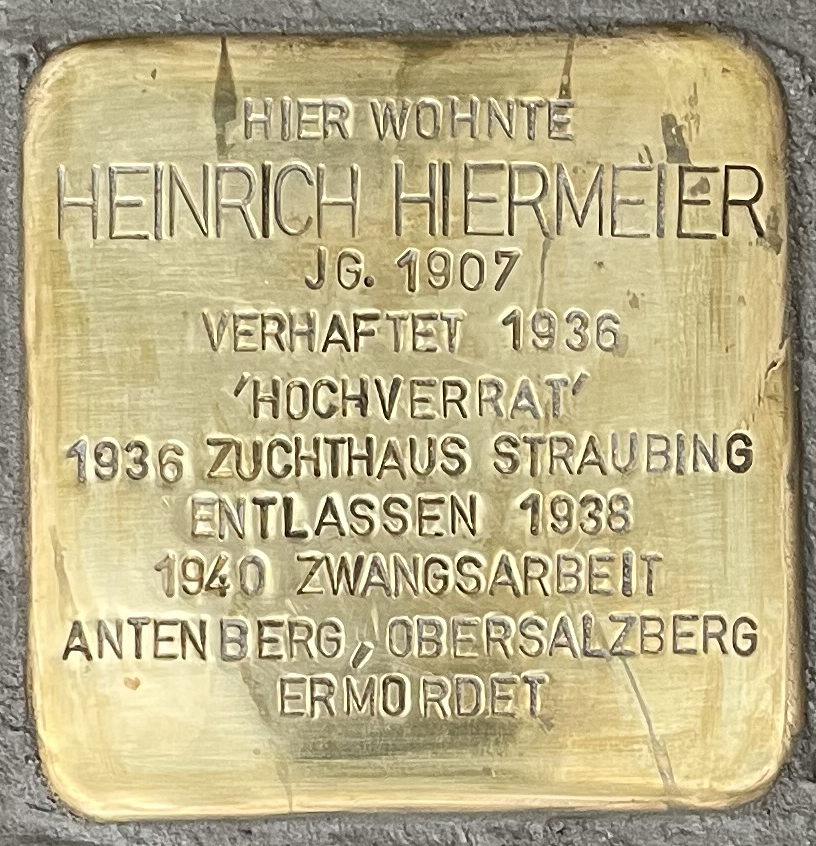
Stolperstein für Heinrich Hiermeier, verlegt am 26. Oktober 2021

## Stolpersteinverlegung
Am 26. Oktober 2021 wurde Am Stadtgraben 30, der letzten Wohnstätte Heinrich Hiermeiers in Moosburg, ein Stolperstein für Heinrich Hiermeier vom Künstler Gunter Demnig verlegt.